# Hàm Gauss

Đường cong Gauss chuẩn hóa với giá trị kỳ vọng μ và phương sai σ^{2}. Những tham số tương ứng là a = 1/(σ√(2π)), b = μ, c = σ

Trong toán học, hàm Gauss (đặt tên theo Carl Friedrich Gauss) là một hàm có dạng:
{\displaystyle f(x)=ae^{-{\frac {(x-b)^{2}}{2c^{2}}}}}
với các hằng số thực a > 0, b, c > 0, và e ≈ 2.718281828 (Số Euler).
Biểu đồ của một hàm Gauss là một đường cong đối xứng đặc trưng "hình quả chuông". Đường cong này rớt xuống rất nhanh khi tiến tới cộng/trừ vô cùng. Tham số a là chiều cao tối đa đường cong, b là vị trí tâm của đỉnh và c quyết định chiều rộng của "chuông".
Hàm Gauss được sử dụng rộng rãi. Trong thống kê chúng miêu tả phân bố chuẩn, trong xử lý tín hiệu chúng giúp định nghĩa bộ lọc Gauss, trong xử lý hình ảnh hàm Gauss hai chiều được dùng để tạo hiệu ứng mờ Gauss, và trong toán học chúng được dùng để giải phương trình nhiệt và phương trình khuếch tán và định nghĩa phép biến đổi Weierstrass.

## Tích phân Gauss
Đặt {\displaystyle I=\int \limits _{-\infty }^{\infty }e^{-x^{2}}dx}, Thì ta có {\displaystyle I^{2}=\left(\int \limits _{-\infty }^{\infty }e^{-x^{2}}dx\right)\left(\int \limits _{-\infty }^{\infty }e^{-y^{2}}dy\right)=\int \limits _{-\infty }^{\infty }\int \limits _{-\infty }^{\infty }e^{-x^{2}+y^{2}}dxdy}.
để áp dùng biến đổi Hệ tọa độ cực, đặt {\displaystyle x=r\cos \theta ,y=r\sin \theta } lại. Ta có {\displaystyle {\begin{bmatrix}dx\\dy\end{bmatrix}}={\begin{bmatrix}{\frac {\partial x}{\partial r}}&{\frac {\partial x}{\partial \theta }}\\{\frac {\partial y}{\partial r}}&{\frac {\partial y}{\partial \theta }}\end{bmatrix}}{\begin{bmatrix}dr\\d\theta \end{bmatrix}}={\begin{bmatrix}\cos \theta &-r\sin \theta \\sin\theta &r\cos \theta \end{bmatrix}}{\begin{bmatrix}dr\\d\theta \end{bmatrix}}}với Ma trận Jacobi.
Mà Định thức Jacobi {\displaystyle J={\begin{bmatrix}{\frac {\partial (x,y)}{\partial (r,\theta )}}\end{bmatrix}}}, Ta có {\displaystyle dxdy={\begin{bmatrix}{\frac {\partial x}{\partial r}}&{\frac {\partial x}{\partial \theta }}\\{\frac {\partial y}{\partial r}}&{\frac {\partial y}{\partial \theta }}\end{bmatrix}}drd\theta =rdrd\theta }.
Nên {\displaystyle I^{2}=\int \limits _{-\infty }^{\infty }\int \limits _{-\infty }^{\infty }e^{-x^{2}+y^{2}}dxdy=\int \limits _{0}^{2\pi }\int \limits _{0}^{\infty }e^{-r^{2}}rdrd\theta }.
Vậy {\displaystyle I^{2}=\int \limits _{0}^{2\pi }\int \limits _{0}^{\infty }e^{-r^{2}}rdrd\theta =\int \limits _{0}^{2\pi }[e^{-r^{2}}]_{0}^{\infty }drd\theta =\int \limits _{0}^{2\pi }{\frac {1}{2}}d\theta =\pi }, {\displaystyle I={\sqrt {\pi }}.}
Đây là lý do của diện tích dưới đường cong Phân phối chuẩn phải bằng 1.

## Tính chất
Hàm Gauss phát sinh từ việc gán hàm mũ phức vào một hàm bậc hai thông thường. Do đó hàm Gauss có logarit là một hàm bậc hai.